# Victor Bogaciuc
Victor Bogaciuc (Rezina, 17 de octubre de 1999) es un futbolista moldavo que juega en la demarcación de centrocampista para el F. C. Petrocub Hîncești de la Superliga de Moldavia.

## Selección nacional
Tras jugar con la selección de fútbol sub-17 de Moldavia, la sub-19 y la sub-21 hizo su debut con la selección absoluta el 1 de septiembre de 2021 en un partido de clasificación para la Copa Mundial de Fútbol de 2022 contra Austria que finalizó con un resultado de 0-1 a favor del combinado maltés tras los goles de Christoph Baumgartner y Marko Arnautović.

## Clubes
| Club                        | País     | Año       | Partidos | Goles |
| --------------------------- | -------- | --------- | -------- | ----- |
| F. C. Zimbru Chișinău       | Moldavia | 2018-2020 | 13       | 0     |
| F. C. Petrocub Hîncești     | Moldavia | 2020-2023 | 101      | 10    |
| A. F. C. Chindia Târgoviște | Rumania  | 2023-2024 | 23       | 5     |
| Oțelul Galați               | Rumania  | 2024-2025 | 2        | 0     |
| F. C. Petrocub Hîncești     | Moldavia | 2025-     |          |       |